# USS America (LHA-6)
USS America (LHA-6) je první postavenou jednotkou stejnojmenné třídy víceúčelových vrtulníkových výsadkových lodí Námořnictva Spojených států amerických.

## Stavba

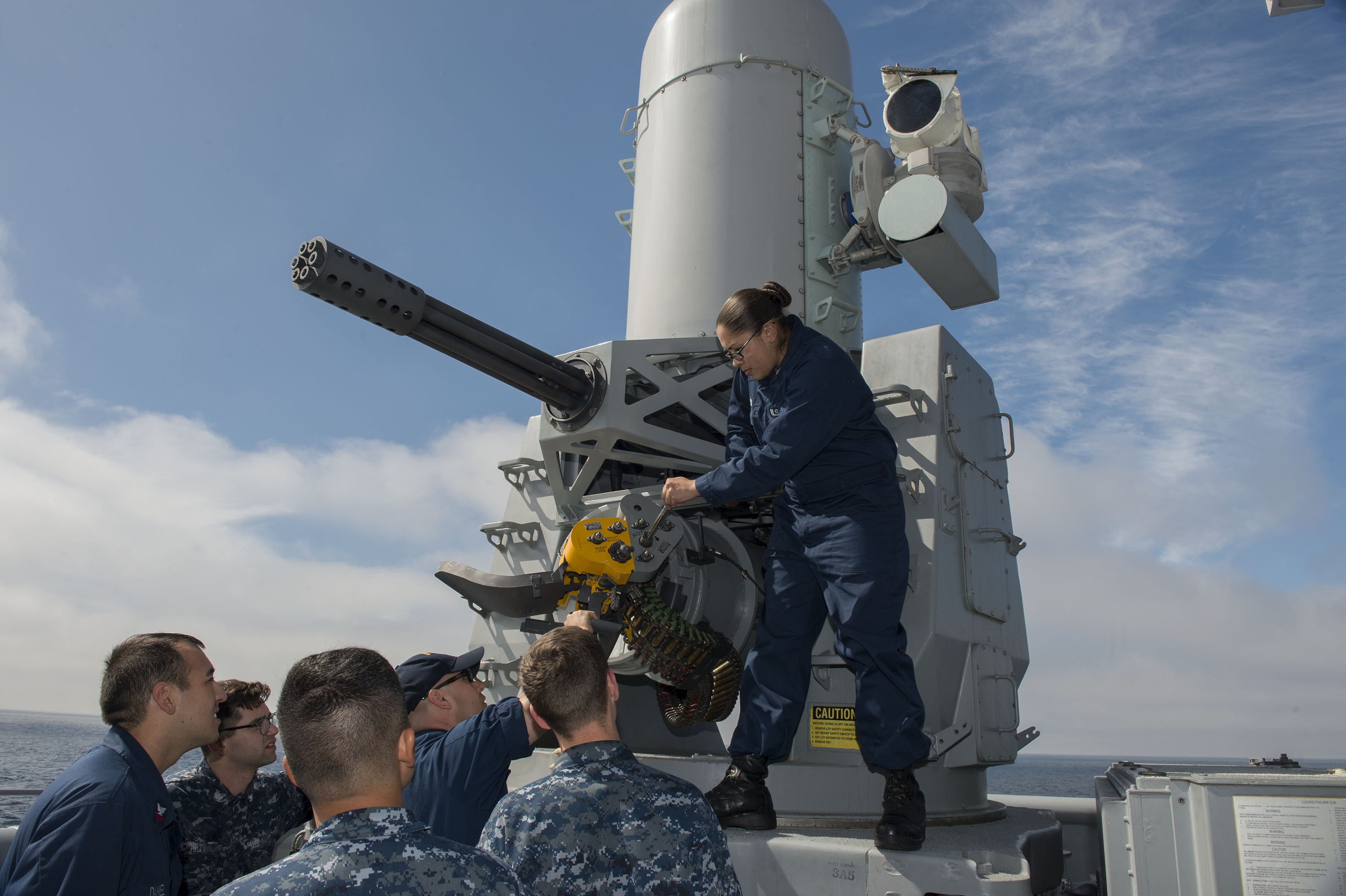
Systém blízké obrany Phalanx na USS America

Plavidlo postavila americká loděnice Huntington Ingalls Industries (HII) v Pascagoule ve státě Mississippi. Kýl plavidla byl položen v červenci 2009. Dne 20. října 2012 byla loď spuštěna na vodu. V dubnu 2014 byla předána americkému námořnictvu, které ji zařadilo do služby 11. října 2014.

## Výzbroj
America je vyzbrojena dvěma osminásobnými raketomety Mk 29 pro protiletadlové řízené střely moře-vzduch RIM-162D ESSM a dvěma raketovými systémy blízké obrany RIM-116. Dále loď disponuje dvěma 20mm hlavňovými systémy blízké obrany Phalanx a sedmi 12,7mm dvojitými kulomety M2 Browning.

## Galerie

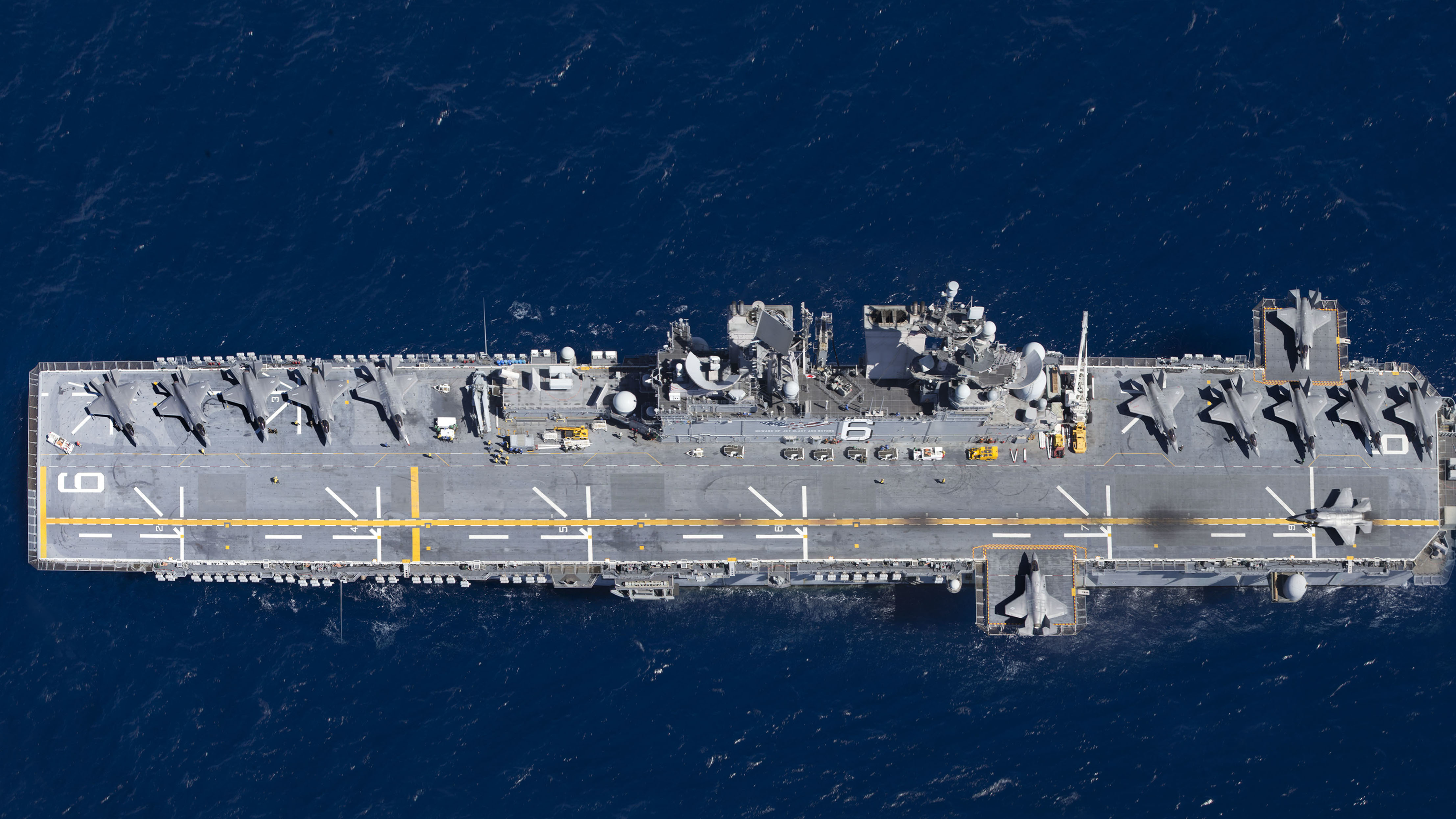
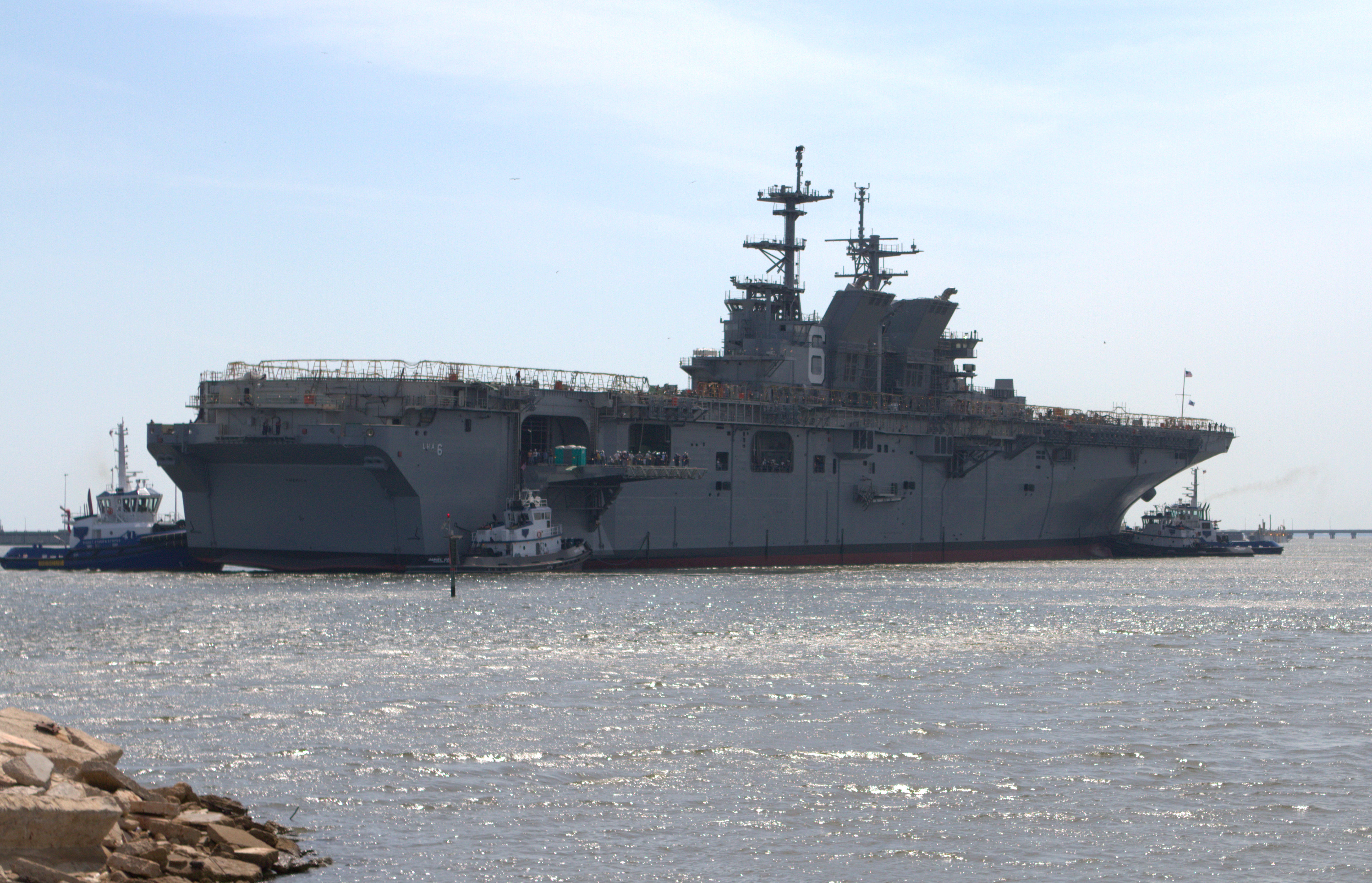
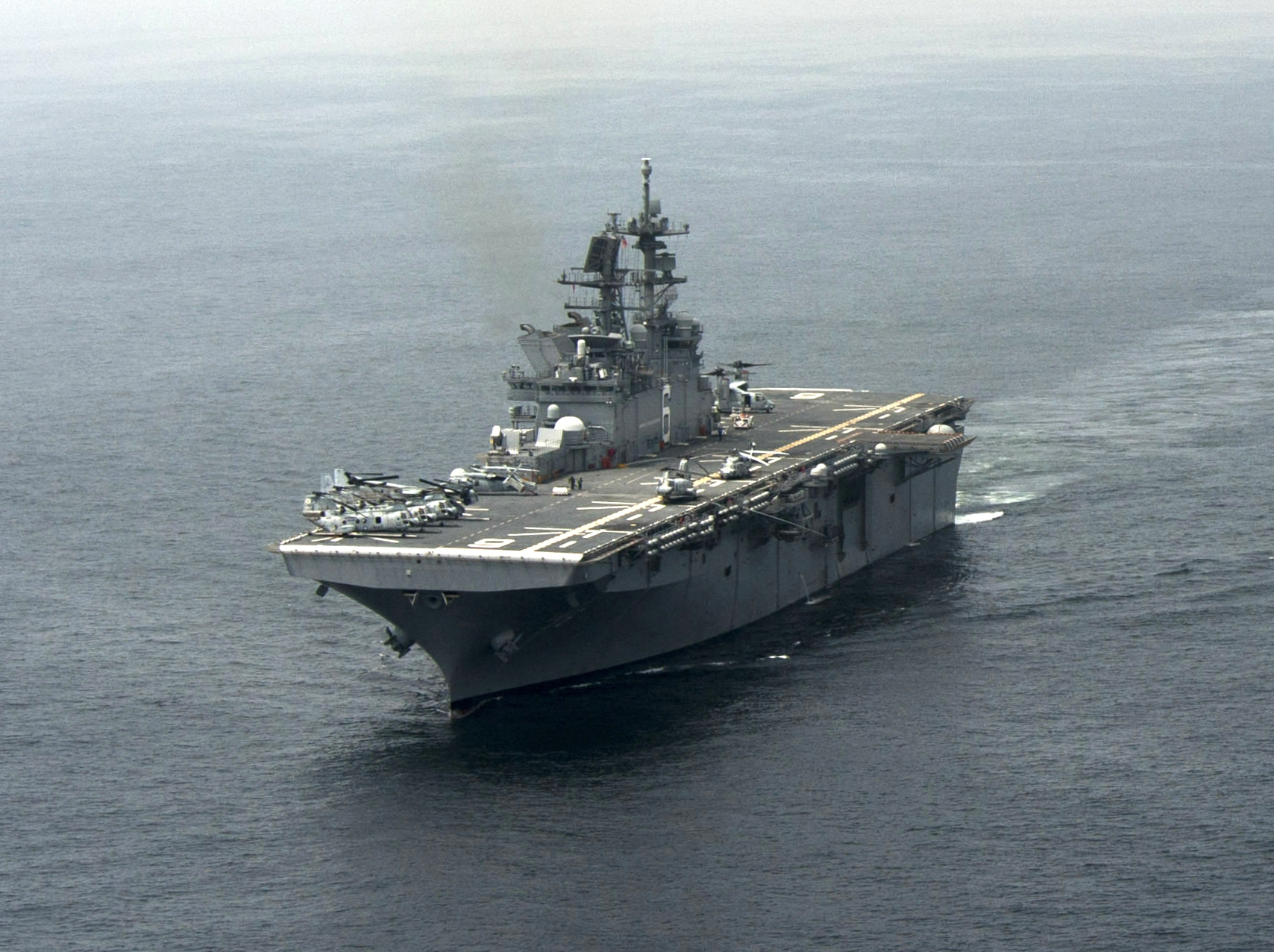
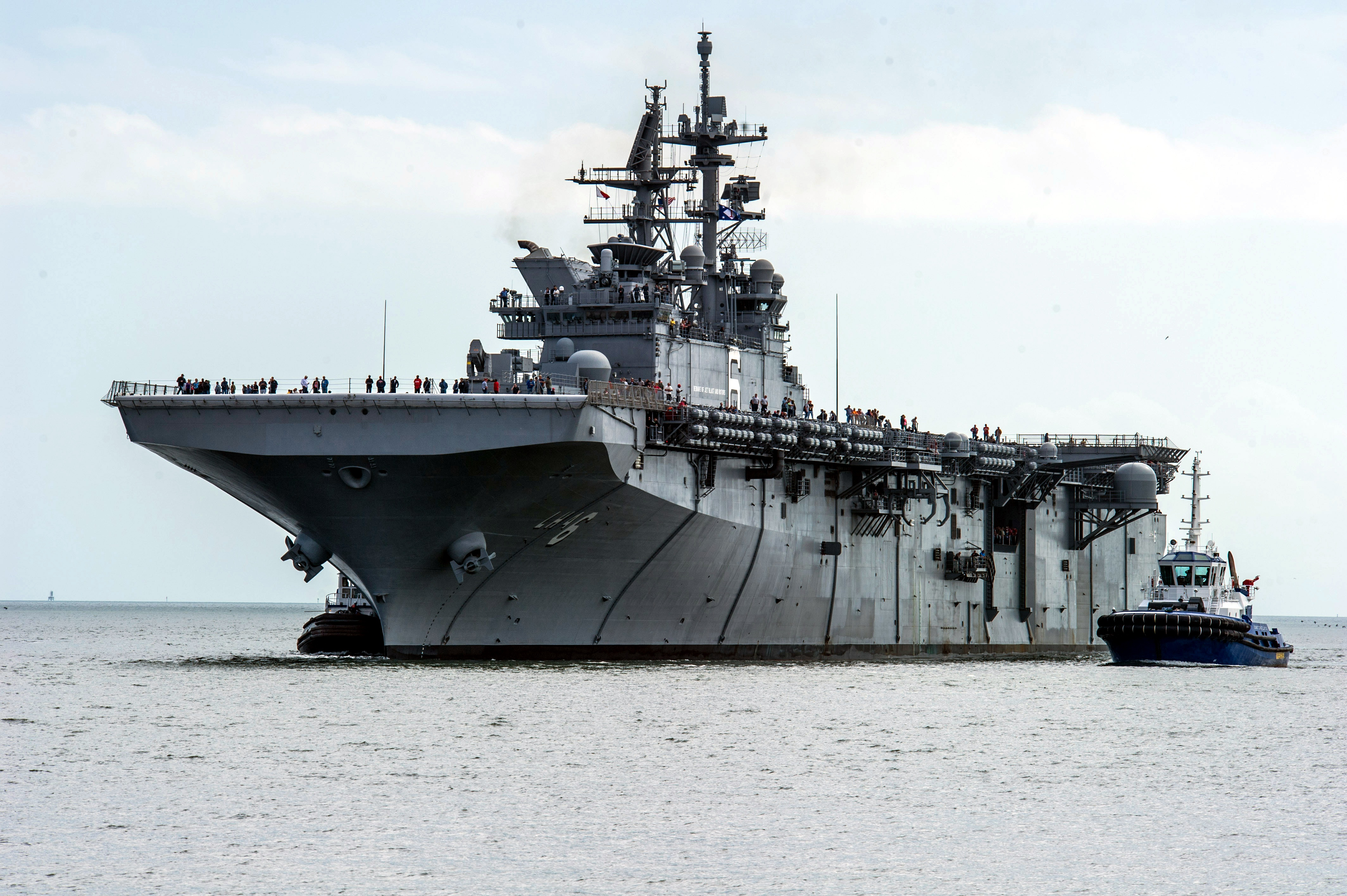
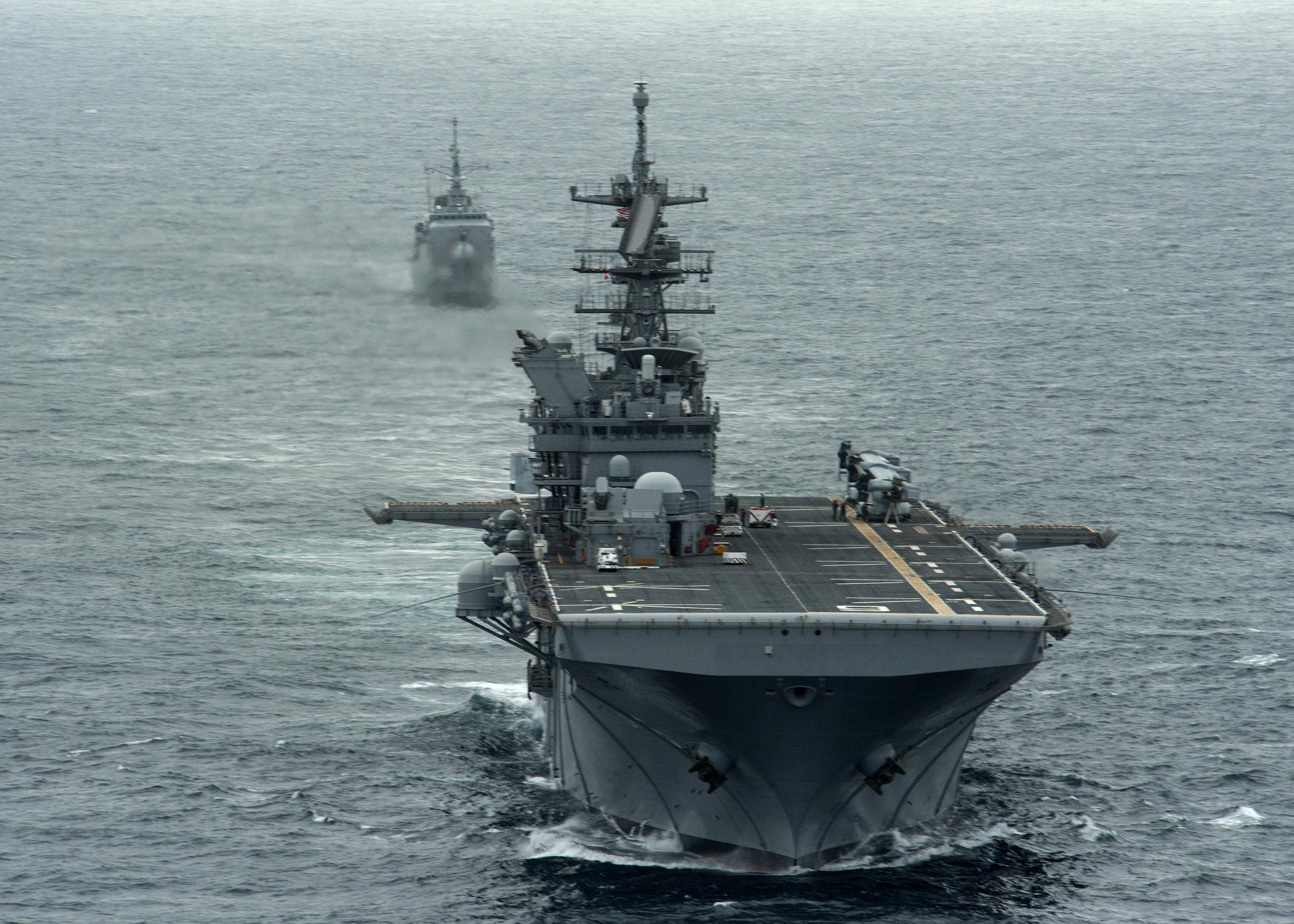
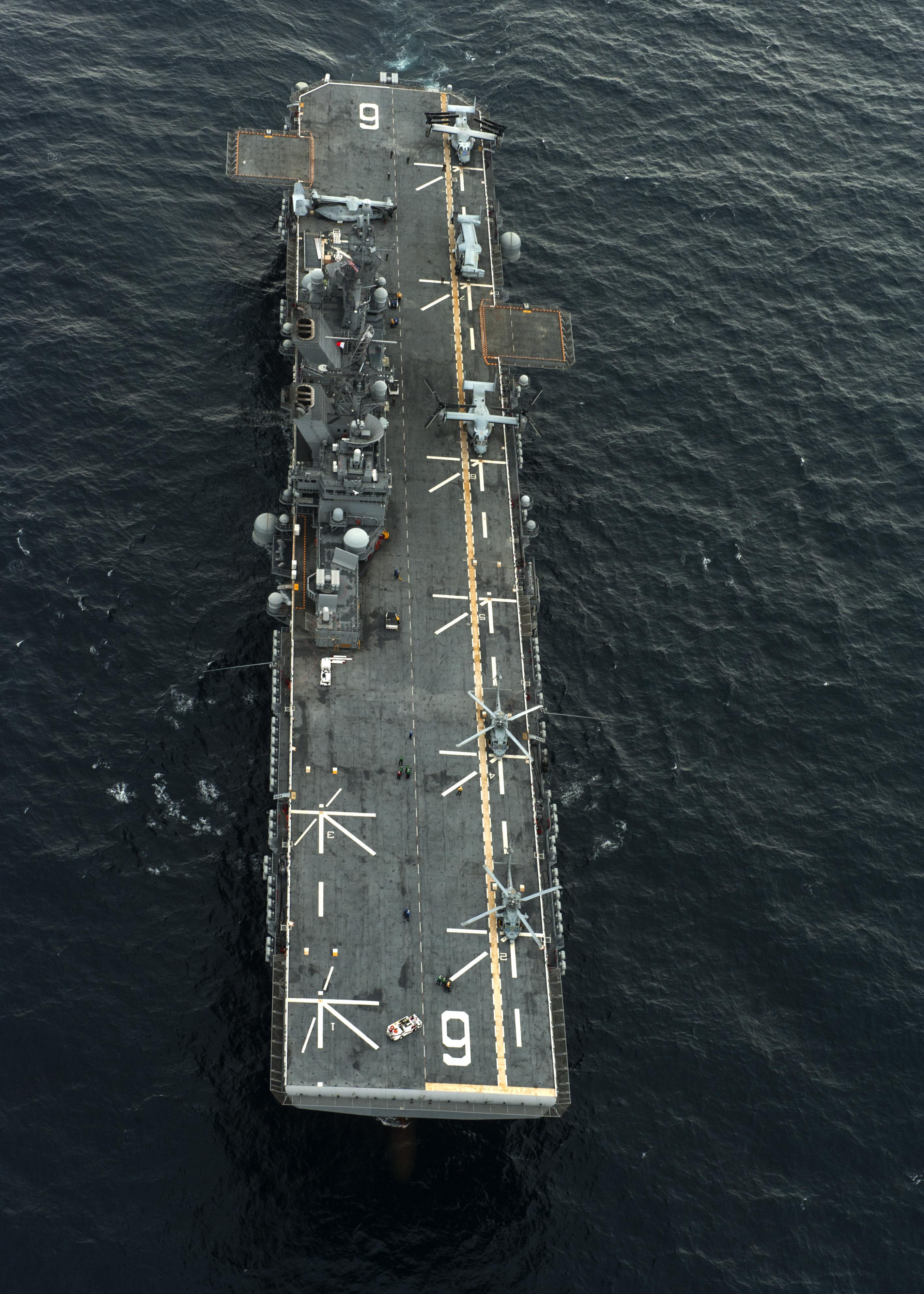
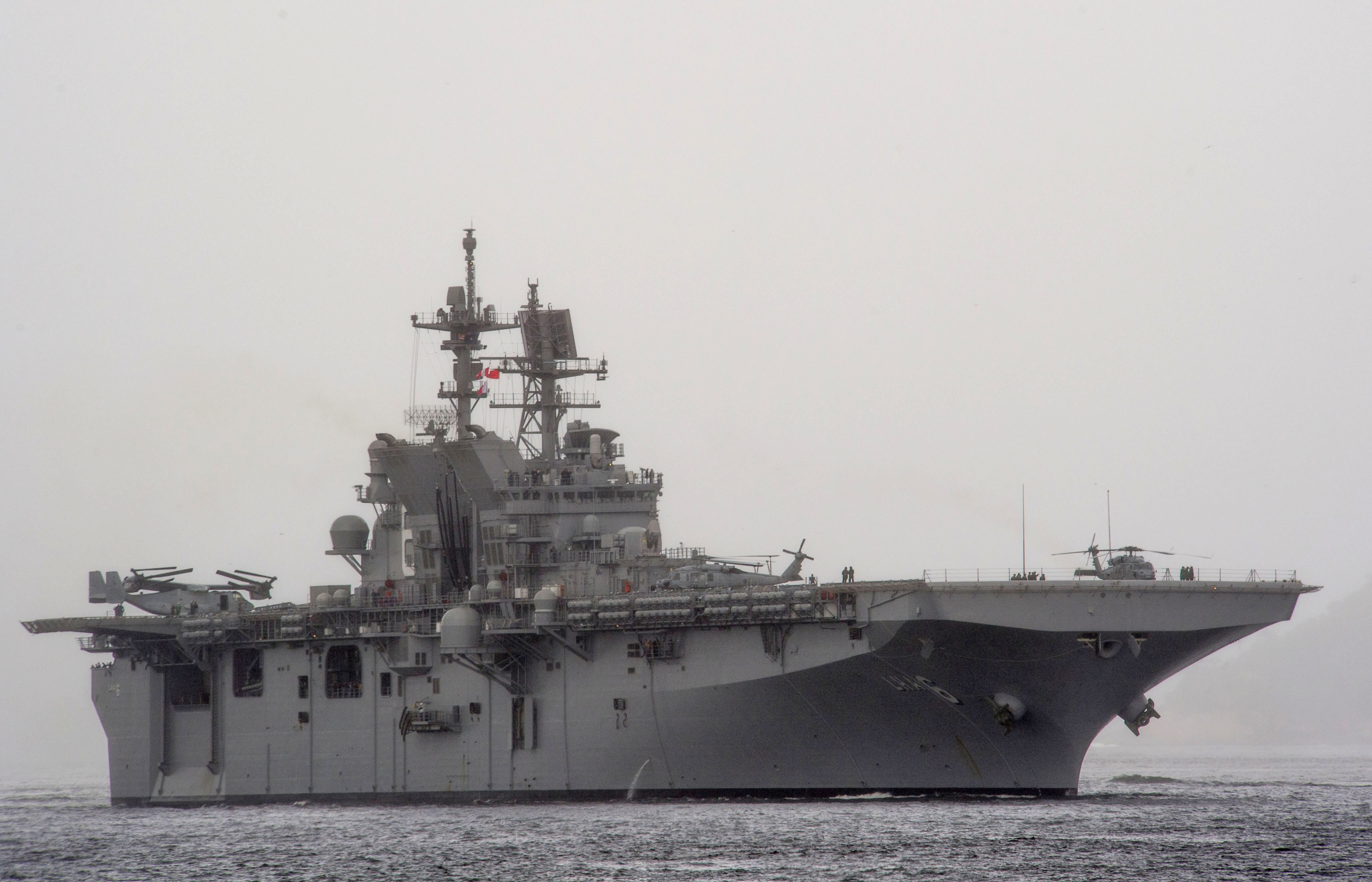